# Abudan
Abudan (arab. عبودان) – wieś w Syrii, w muhafazie Aleppo, w dystrykcie Afrin. W 2004 roku liczyła 415 mieszkańców.